# Ngô Thị Thanh Lịch
Ngô Thị Thanh Lịch (sinh 6 tháng 8 năm 1938) là đại biểu Quốc hội Việt Nam khóa IV.

## Tiểu sử
Ngô Thị Thanh Lịch quê ở thôn Lộc Hà, xã Mai Lâm, huyện Đông Anh, thành phố Hà Nội. Bà là con gái của nhà văn Ngô Tất Tố.
Bà tốt nghiệp khoa Nông học thổ nhưỡng trường Đại học Nông nghiệp. Khi trúng cử đại biểu Quốc hội Việt Nam khóa IV năm 1971, bà là kỹ sư nông nghiệp, làm việc ở Ty Nông nghiệp Hải Hưng. Bà là một trong 32 đại biểu quốc hội khóa IV của tỉnh Hải Hưng.

## Gia đình
Ngô Thị Thanh Lịch có chồng là Cao Đắc Điểm. Ông là một tiến sĩ nông nghiệp, chuyên ngành di truyền học, từng là cán bộ của Viện Khoa học Việt Nam.

## Khảo cứu về Ngô Tất Tố
Cùng với chồng mình, Ngô Thị Thanh Lịch đã bỏ công sức, thời gian để tìm hiểu, sưu tầm, tra cứu các sách báo ở các thư viện trong nước và tủ sách các gia đình, tiếp xúc với những người có mối quan hệ đồng nghiệp với Ngô Tất Tố để xác minh các bài báo, các bút danh của cha mình. Trong thời gian 7 năm (từ năm 1996-2003) hai ông bà đã cho ra đời bộ sách Ngô Tất Tố toàn tập (5 quyển, 4500 trang). Tính đến đầu năm 2005, hai vợ chồng Ngô Thị Thanh Lịch đã sưu tầm được gần ba nghìn bài báo của Ngô Tất Tố đăng trên các báo và tạp chí trong 28 năm cầm bút liên tục.

### Tác phẩm
Một số tác phẩm khảo cứu về Ngô Tất Tố của hai vợ chồng bà:
- Chân dung Ngô Tất Tố
- Tổng thư mục Ngô Tất Tố

cùng việc biên soạn Tuyển tập Ngô Tất Tố và một số tác phẩm khác của ông.